# كثرة اللمفاويات الاثني عشرية

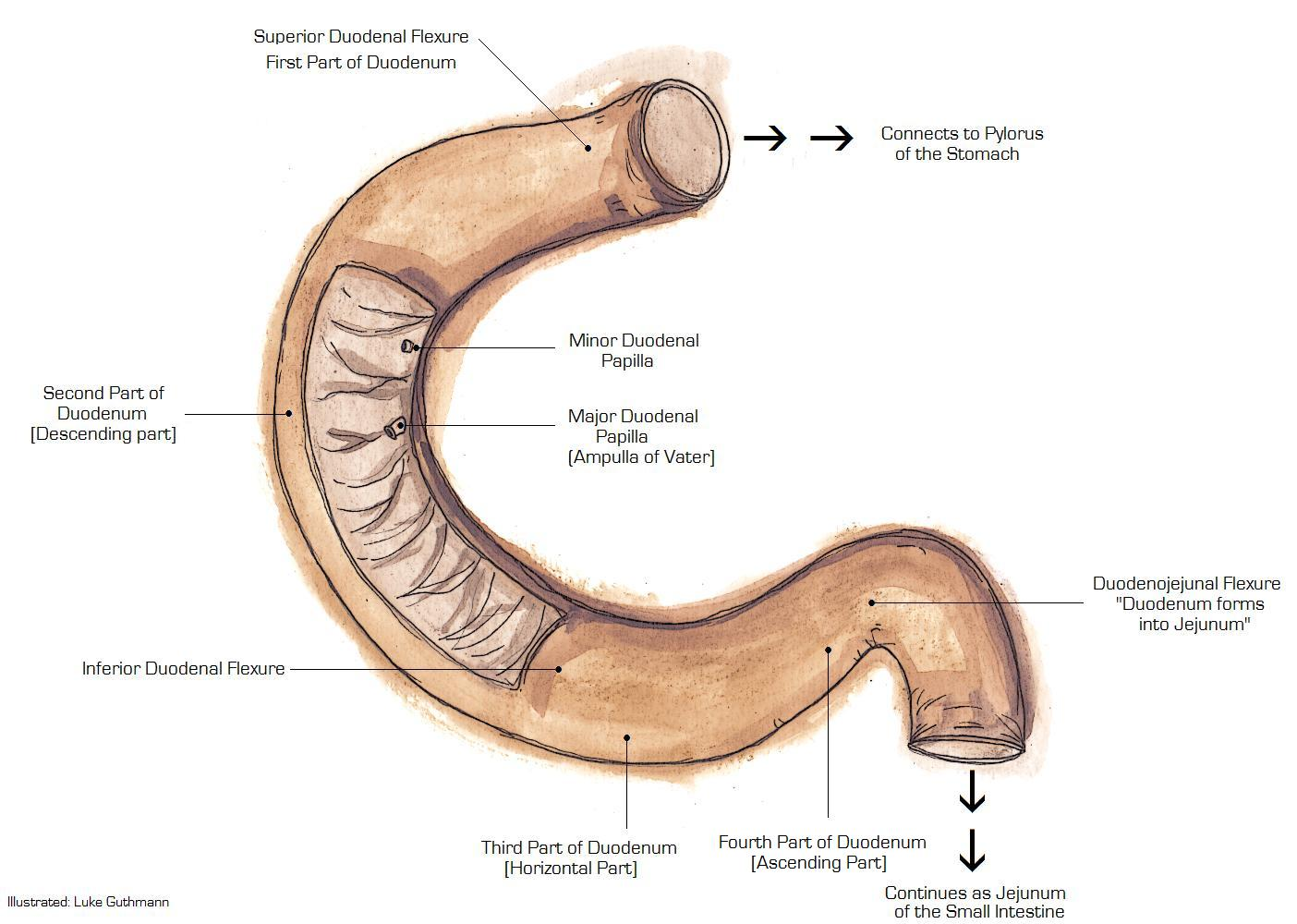
مخطط للاثني عشر عند البشر مع الأقسام الرئيسية.

كثرة الليمفاويات الاثني عشرية، تسمى أحيانًا التهابُ الاثني عشر الليمفاوي، أو داءُ الاثني عشر الليمفاوي، أو كثرة اللمفاويات داخل الظهارة الاثني عشرية، وهي حالة يُرى فيها عدد متزايد من الخلايا الليمفاوية داخل الظهارة في خزعات من الغشاء المخاطي للعَفَج (الاثنا عشر) عندما تُفحص بالمجهر، وغالبًا ما تكون سمةٌ من سماتِ مرض الدّاء البطنيّ (حساسيّة القمح) ولكنها قد توجد في اضطراباتٍ أخرى.

## وصفُ الحالة
تتَّسِمُ الحالات المصابة بكثرة الليمفاويات الاثني عشرية بزيادةِ نسبة الخلايا الليمفاوية في ظهارة الاثني عشر، حيث تكون عدد الخلايا الليمفاوية من20-25 خلية ليمفاوية لكل 100 خلية معوية. وعادةً، توجد الخلية الليمفاوية داخل الظهارية بشكل طبيعي في الأمعاء وتكون أعدادها عادةً أكبر في الخبايا وفي الصائم. حيث تختلف الخلايا الليمفاوية الموجودة في الأمعاء عن تلك الموجودة في الصفيحة المخصوصة في الغشاء المخاطي المعوي، وتكون غالبية الخلايا الليمفاوية داخل الظهارية هي الخلايا الليمفاوية التائيّة (خلايا تي). واعتمادًا على تجمعات الحالات فقد سُجِّل ما نسبته 3% من خزعات الاثني عشر والتي كانت تشير إلى زيادةٍ في عدد الخلايا الليمفاوية داخل الظهارية، ولكنَّ هذه النسبة قد تزدادُ لتصلَ إلى 7%.

## الأسباب
قائمة الأسباب المحتملة لكثرة الليمفاويات الاثني عشرية واسعة، بما في ذلك الدّاءُ البطنيّّ (مرض حساسية القمح) والاعتلال المعوي البيئي (ذرب مداري)، واعتلال الأمعاء المناعيّ الذّاتيّ، والنّمو البكتيريّ المعويّ الصّغير، والتّدمير النّاشئ عن مضادات الالتهاب غير الستيرويدية والبكتيريا الملوية البوابية وداء كرون والتهابات أخرى.

## التشخيص
يُشَخَّصُ المرضُ عن طريق العدِّ الدَّقيقِ للخلايا الليمفاوية داخل الظُّهاريّة أثناء الفحص النّسيجيّ للاثني عشر. وتحديد الحالة يتطلَّبُ أن تكونَ المظاهرُ النَّسيجيَّةُ الخاصة بالإثني عشر غير ملحوظة، وتحديداً الزغابات المعوية الطبيعية.
تَحدثُ كثرة اللمفاويات الاثناعشرية في مرضى الداء البطني (والذي يُعرف أيضًا بالاعتلال المعوي الغلوتيني) الذين لم يتلقوا العلاج أو تلقوه بشكلٍ جزئي. يُعد هذا التغيير أقل الأنواع شدةً، ويُسمى مارش 1, ضمن تصنيف الدّاء البطنيّ حسب التغييرات النّسيجية. تحدث أيضًا سماتٌ أخرى مثل ضمور الزّغابات وتضخم الجريبات، وتكون هذه السمات في مراحل مارش الأخرى للدّاءِ البطنيّ.
بلغَ أنَّ حوالي 11% من الحالات المصابة بكثرة اللمفاويات الاثني عشرية لديها أجسام مضادة مرتبطة بالدَاء البطنيَ، وهذه الأجسام المضادة والتي تشمل الجلوبين المناعي – أ (IgA) والأجسام المضادة لناقلة الجلوتامين حساسة للغاية ومُحَدِّدَة للدّاء البطنيّ، مما يعني أنَّ هذهِ النّسبة من حالات كثرة اللمفاويات الاثني عشرية لديها بالتّأكيد الدّاء البطني. وفي 33% من الحالات المصابة لديها أليل (HLA-DQ2) والذي يوجد في أكثر من 90% من المصابين بالدّاء البطنيّ. يؤدي غياب الاليل (HLA-DQA2) والأندر منه (HLA-DQ8) إلى جعل الإصابة بالداء البطني غير محتمل، بمجرد التّعرف على الدّاء البطني سلبيّ الجسم المضاد، استخدمت حالة HLA-DMA واستمرار أو تقدم أعداد الخلايا الليمفاوية داخل الظهارية، متبوعًا بتحسين الأعراض في نظام غذائي خالٍ من الغلوتين وذلك للتَّأكد من التشخيص الذي تم اجراؤه في 22% من إحدى السلاسل والتي كانت تضم أكثر من 200 حالة بالغين.
تعد عدوى المَلْوِيَّة البَوَّابية (عدوى هليكوبتر) من النتائِج الشَّائعة في التَنظير الدَاخلي، وعلى الرغم من أنَّ أعداد الخلايا الليمفاوية داخل الظهارية في الاثني عشر كانت أعلى قليلاً مع هذه العَدوى، إلا أنَّه لم يعتبر سببًا ذا مغزى عند الأطفال، ويمكن أن ترتبط الإصابات الأخرى، بما في ذلك داءُ خَفِيَّاتِ الأَبْواغ وداء الجيارديات بزيادة أعداد الخلايا الليمفاوية داخل الظهارية.

## التدبير العلاجيّ
في التدبير العلاجي لكثرة الليمفاويات الاثني عشرية يتم التَّعامل مع الاضطرابات المرتبطة والمصاحبة له والتي تُحَدّد مثل النّظام الغذائي الخالي من الغلوتين للحالات التي تعاني من الدّاء البطنيّ أو علاج الالتهابات المصاحبة.

## مآل المرض
عندما يرتبط كثرة اللمفاويات الاثني عشرية بسماتٍ أخرى للدّاء البطنيّ ولا سيّما الأجسام المضادة الإيجابية أو (HLA-DQ2 / 8) والتاريخ العائلي، فإنَّ العلاج بنظام غذائي خالٍ من الغلوتين ينتج عنه تحسُّن في أعداد الخلايا الليمفاوية داخل الظهارية. كما يعد الإسهال والتهاب الغدة الدرقية والضعف ونقص حمض الفوليك من العواملِ الأخرى التي تنبئ بتطور حساسية الغلوتين والدّاء البطنيّ، والتي تطورت في 23 من 85 مريضًا على مدى عامين في سلسلة واحدة.